# 王东 (解放军)
王东（1960年4月—），山西寿阳人。男，汉族。1977年1月入伍，加入中国共产党。石家庄陆军指挥学院军事教育训练学专业毕业。大校军衔。
历任战士、班长、排长、作训参谋、连长、作训股长、教员、学员队长、教务参谋、考核组长、训练部副部长、教研部主任、副院长等职。2011年10月，任石家庄机械化步兵学院院长。2015年3月前，接替张焕学，任天津警备区参谋长。
2013年，当选第十二届全国人民代表大会解放军代表。2016年12月，因涉嫌违法犯罪，辞去第十二届全国人民代表大会代表职务。